# Parachoranthus magdalia
Parachoranthus magdalia is een vlinder uit de familie van de dikkopjes (Hesperiidae). De wetenschappelijke naam van de soort is voor het eerst geldig gepubliceerd in 1863 door Gottlieb August Wilhelm Herrich-Schäffer.